# (8567) 1996 HW1
1996 إتش دابليو 1 (ويعرف أيضًا باسم (8567) 1996 إتش دابليو 1 وفق تسمية الكوكب الصغير) (بالإنجليزية: 1996 HW1)‏ هو كويكب ضمن حزام الكويكبات؛ وترتيبه 8567 من حيث الاكتشاف.
اكتُشف هذا الجُرم الفلكي بواسطة سبيس واتش في 23 أبريل 1996.

## وصلات خارجية
- (8567) 1996 HW1 في قاعدة بيانات مختبر الدفع النفاث لأجرام النظام الشمسي الصغيرة

- الاكتشاف · مخطط المدار ·  العناصر المدارية · المعلمات المادية

- (8567) 1996 HW1 على موقع ويكي سكاي: DSS2, SDSS, GALEX, IRAS, Hydrogen α, X-Ray, Astrophoto, Sky Map, Articles and images